# Jean-Baptiste Calvignac

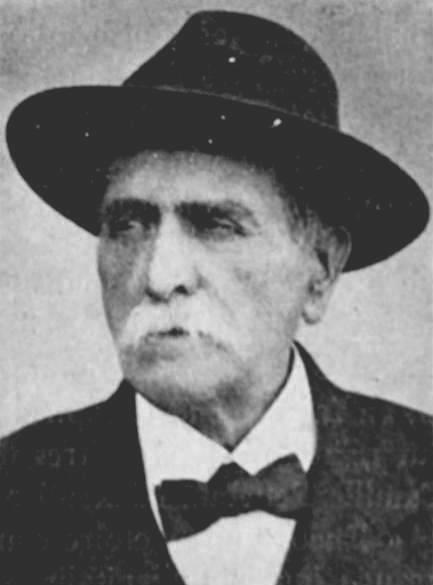
Jean-Baptiste Calvignac

Jean-Baptiste Calvignac (Carmaux, 2 oktober 1854 - 2 april 1934) was een Frans socialistisch politicus en decennialang burgemeester van Carmaux.
Calvignac was de zoon van een mijnwerker en begon op 19-jarige leeftijd voor de Société des Mines de Carmaux (S.M.C.) te werken. Hij zette zich in voor de vakbeweging en vroeg meer aandacht voor de veiligheid in de steenkoolmijnen. Op 30-jarige leeftijd werd Calvignac gemeenteraadslid en op 38-jarige leeftijd, op 15 mei 1892 werd hij burgemeester van Carmaux. Hierop werd hij ontslagen door de S.M.C. Dit ontslag leidde tot een grote mijnstaking die gesteund werd door de socialistische volksvertegenwoordiger Jean Jaurès.
Calvignac bleef burgemeester tot zijn 75e en streed voor arbeidersrechten en de scheiding tussen kerk en staat.